# Державна премія Росії
Державна премія Російської Федерації — премія, яку присуджує з 1992 року Президент Російської Федерації за внесок у розвиток науки й техніки, літератури та мистецтва, за видатні виробничі результати.
Особам, удостоєним Державних премій у галузі науки й технологій, Державних премій у галузі літератури та мистецтва, Державних премій за видатні досягнення в галузі гуманітарної діяльності присвоюють почесні звання відповідно «Лауреат Державної премії Російської Федерації в галузі науки й технологій», «Лауреат Державної премії Російської Федерації в галузі літератури та мистецтва» і «Лауреат Державної премії Російської Федерації за видатні досягнення в галузі гуманітарної діяльності», вручають грошову винагороду, диплом, почесний знак лауреата Державної премії та посвідчення до нього. На додаток до почесного знаку лауреата видають фрачний знак лауреата Державної премії Росії.
Державні премії вручає Президент Російської Федерації в урочистому оточенні. За сформованою традицією церемонія проходить 12 червня — в День Росії.

## Порядок присудження

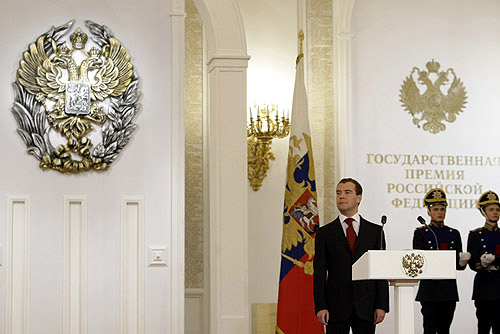
Президент Росії Дмитро Медведєв на церемонії вручення Державних премій Російської Федерації 2008-го.

Починаючи з Державних премій за 2004 (включно), встановлено такі правила присудження Державних премій Росії:
- Чотири (з 2006 — чотири[3]) Державних премії Росії у сфері науки й технологій присуджуються громадянам РФ за видатні роботи, відкриття й досягнення, результати яких істотно збагатили вітчизняну та світову науку, значно вплинули на розвиток науково-технічного прогресу.
- Три Державних премії Росії у сфері літератури та мистецтва присуджуються громадянам РФ за видатний внесок у розвиток вітчизняної та світової культури, що виразився у створенні особливо значущих літературних творів і творчих робіт.
- Одна Державна премія Росії за видатні досягнення у сфері гуманітарної діяльності присуджується особам, що провадять активну, плідну просвітницьку та миротворчу діяльність, яка сприяє утвердженню вічних моральних цінностей, консолідації суспільства, і яка отримала широке громадське визнання в Росії. Цей вид Державної премії має персональний характер і завжди присуджується одній особі, повторне присудження цього виду Державної премії одній і тій самій особі не допускається.
- Розмір премій становить 5 млн рублів кожна. Премії присуджуються з метою стимулювання подальшої наукової та творчої діяльності лауреатів цих премій, створення сприятливих умов для нових наукових відкриттів і творчих досягнень.

Пропозиції щодо присудження Державних премій подають Рада при Президенті Російської Федерації з науки, технологій та освіти та Рада при Президенті Російської Федерації з культури та мистецтва.
Державна премія має персональний характер і присуджується, як правило, одному претендентові. Якщо вирішальна роль у досягненні належить кільком особам, Державна премія може бути присуджена колективу претендентів, що складається не більше ніж із трьох осіб. У цьому випадку грошова винагорода ділиться порівну між лауреатами Державної премії, а диплом, почесний знак та посвідчення до нього вручаються кожному з лауреатів.
У виняткових випадках, за наявності нових, особливо значущих результатів, Державна премія може бути присуджена лауреатам повторно.
Допускається присудження Державної премії посмертно. Диплом і почесний знак нагородженого посмертно або померлого лауреата передаються або залишаються його родині як пам'ять, а грошова винагорода передається у спадок.